# Abierto de Australia 2015
El Abierto de Australia 2015 fue un torneo de tenis que se llevó a cabo sobre pistas de superficie dura del Melbourne Park situado en Melbourne, Australia, entre el 19 de enero y el 1 de febrero de 2015. Esta fue la 103.ª edición del Abierto de Australia y el primer torneo de Grand Slam de 2015. Contó con eventos individuales y por parejas masculinos y femeninos, además de dobles mixtos. También se celebraron categorías júnior y en silla de ruedas.
Stanislas Wawrinka fue el campeón defensor del individual masculino pero perdió ante Novak Djokovic en las semifinales. Por su parte, Li Na fue incapaz de defender su título del individual femenino, ya que el 19 de septiembre de 2014 anunció su retiro del tenis.

## Torneo

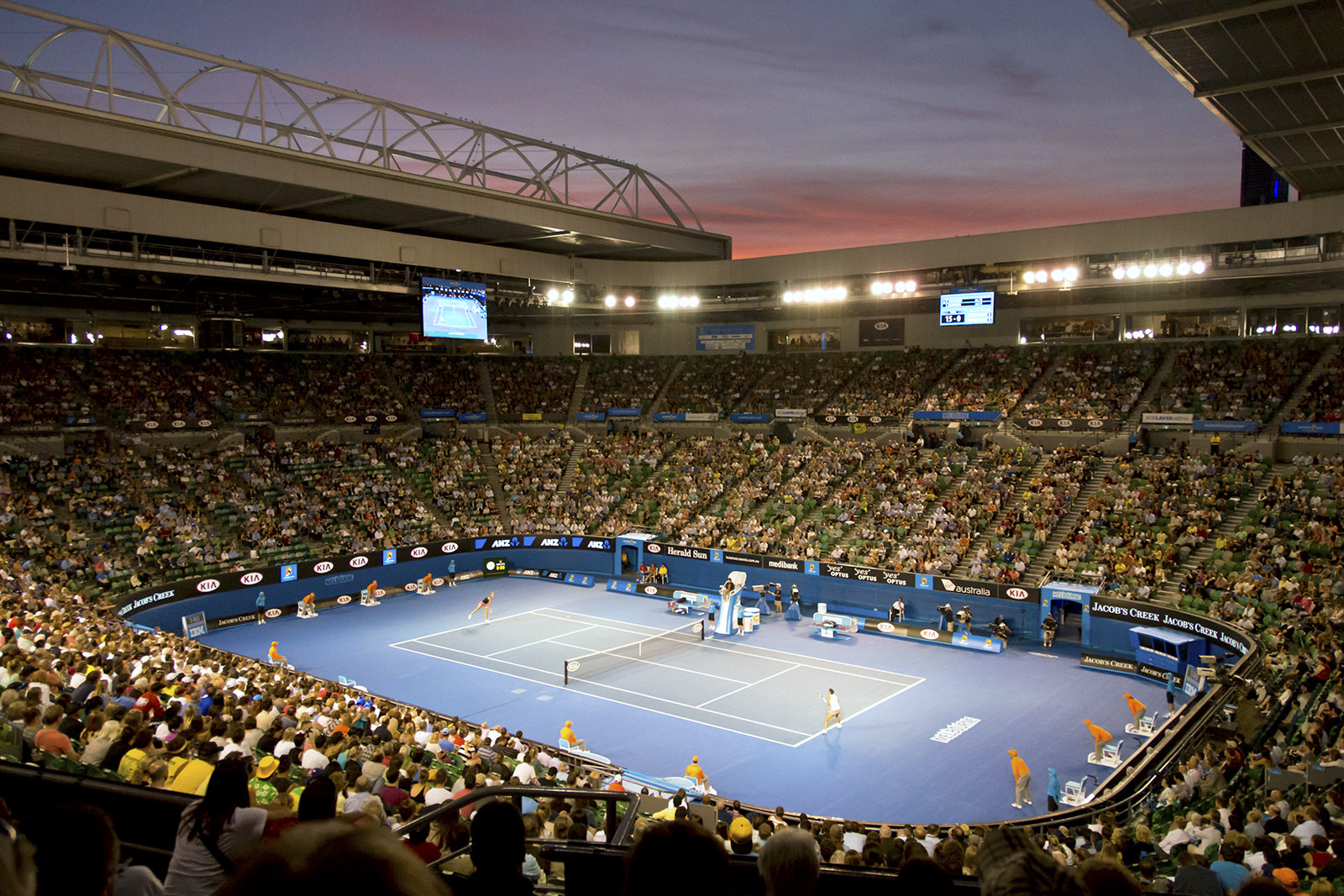
En la Rod Laver Arena se llevarán a cabo las finales del Abierto de Australia.

El Abierto de Australia 2015 fue la edición número 103 del torneo, celebrada en Melbourne Park, Melbourne, Australia.
Fue dirigida por la Federación Internacional de Tenis (ITF) y formó parte de los calendarios del ATP World Tour 2015 y del WTA Tour 2015, bajo la categoría de Grand Slam. Estuvo compuesto de cuadros masculinos y femeninos en las modalidades de individual y dobles para cada uno, así como un cuadro de dobles mixtos. Además hubo eventos para jugadores júnior en modalidad individual y dobles. También se incluyeron categorías individual y dobles en ramas masculinas y femeninas de tenis en silla de ruedas.
El torneo se jugó en un total de 16 pistas de superficie dura de plexicushion, incluidas las tres canchas principales (Rod Laver Arena, Hisense Arena y Margaret Court Arena). Estas tres canchas principales cuentan con techo retráctil empleado en casos de lluvia o calor extremo. Lo anterior convierte al Abierto de Australia en el primer Grand Slam con tres estadio techados.

## Transmisión
El torneo se transmitió en más de 200 países. En Australia, todos los partidos fueron transmitidos en vivo por Seven Network. En la región de Asia-Pacífico, la cobertura del torneo fue realizada por CCTV, iQiyi, SMG (China),  Fiji One (Fiyi), Sony SIX (India), WOWOW, NHK (Japón), Sky TV (Nueva Zelanda) y Fox Sports Asia. En Europa, Eurosport, NOS (Países Bajos), SRG SSR (Suiza) y BBC (Reino Unido). En Medio Oriente por Bein Sports. En África por SuperSport. Y en América la transmisión fue realizada por ESPN. Asimismo, en la página oficial del torneo se transmitieron los torneos clasificatorios, la ceremonia de sorteo y el día de los niños.

## Puntos y premios

### Distribución de puntos

#### Sénior
| Evento               | G    | F    | SF  | CF  | Ronda de 16 | Ronda de 32 | Ronda de 64 | Ronda de 128 | Q  | Q3 | Q2 | Q1 |
| Individual masculino | 2000 | 1200 | 720 | 360 | 180         | 90          | 45          | 10           | 25 | 16 | 8  | 0  |
| Dobles masculino     | 2000 | 1200 | 720 | 360 | 180         | 90          | 0           | —            | —  | —  | —  | —  |
| Individual femenino  | 2000 | 1300 | 780 | 430 | 240         | 130         | 70          | 10           | 40 | 30 | 20 | 2  |
| Dobles femenino      | 2000 | 1300 | 780 | 430 | 240         | 130         | 10          | —            | —  | —  | —  | —  |

| Evento                   | G   | F   | SF/3rd | CF/4th |
| Individual               | 800 | 500 | 375    | 100    |
| Dobles                   | 800 | 500 | 100    | —      |
| Clasificación individual | 800 | 500 | 100    | —      |
| Clasificación dobles     | 800 | 100 | —      | —      |

| Evento               | G   | F   | SF  | CF  | Ronda de 16 | Ronda de 32 | Q  | Q3 |
| Individual masculino | 375 | 270 | 180 | 120 | 75          | 30          | 25 | 20 |
| Individual femenino  | 375 | 270 | 180 | 120 | 75          | 30          | 25 | 20 |
| Dobles masculino     | 270 | 180 | 120 | 75  | 45          | —           | —  | —  |
| Dobles femenino      | 270 | 180 | 120 | 75  | 45          | —           | —  | —  |

### Premio monetario
El premio monetario para el Abierto de Australia 2015 fue incrementado a 40 millones de dólares australianos. Los ganadores recibirán un premio récord del torneo de 3.1 millones de dólares. Un total de 28 796 000 dólares serán pagados a los jugadores por participar en el cuadro principal individual, 1 344 000 para los jugadores que pierdan en la clasificación, 5 165 200 para jugadores de dobles, 480 000 para jugadores de dobles mixtos y 605 330 para jugadores de otras modalidades. Mientras que 3 609 470 serán utilizados para cubrir otras necesidades, como los viáticos de los jugadores y los trofeos.
| Evento         | G           | F           | SF        | CF        | Ronda de 16 | Ronda de 32 | Ronda de 64 | Ronda de 1281 | Q3       | Q2     | Q1     |
| Individual     | A$3 100 000 | A$1 550 000 | A$650 000 | A$340 000 | A$175 000   | A$97 500    | A$60 000    | A$34 500      | A$16 000 | A$8000 | A$4000 |
| Dobles*        | A$575 000   | A$285 000   | A$142 500 | A$71 000  | A$39 000    | A$23 000    | A$14 800    | —             | —        | —      | —      |
| Dobles mixtos* | A$142 500   | A$71 500    | A$35 600  | A$16 300  | A$8200      | A$4000      | —           | —             | —        | —      | —      |

1El premio monetario para los clasificados es también el premio para la ronda de 128.

*por equipo

## Actuación de los jugadores en el torneo
Individual masculino
| Campeón                            | Campeón                   | Finalista                 | Finalista                  |
| ---------------------------------- | ------------------------- | ------------------------- | -------------------------- |
| Novak Djokovic [1]                 | Novak Djokovic [1]        | Andy Murray [6]           | Andy Murray [6]            |
| Semifinalistas                     |                           |                           |                            |
| Stanislas Wawrinka [4]             | Stanislas Wawrinka [4]    | Tomáš Berdych [7]         | Tomáš Berdych [7]          |
| Eliminados en los cuartos de final |                           |                           |                            |
| Milos Raonic [8]                   | Kei Nishikori [5]         | Rafael Nadal [3]          | Nick Kyrgios               |
| Eliminados en la cuarta ronda      |                           |                           |                            |
| Gilles Müller                      | Feliciano López[12]       | Guillermo García-López    | David Ferrer [9]           |
| Bernard Tomic                      | Kevin Anderson [14]       | Grigor Dimitrov [10]      | Andreas Seppi              |
| Eliminados en la tercera ronda     |                           |                           |                            |
| Fernando Verdasco [31]             | John Isner [19]           | Jerzy Janowicz            | Benjamin Becker            |
| Jarkko Nieminen                    | Vasek Pospisil            | Gilles Simon [18]         | Steve Johnson              |
| Viktor Troicki                     | Sam Groth                 | Richard Gasquet [24]      | Dudi Sela                  |
| João Sousa                         | Marcos Baghdatis          | Malek Jaziri              | Roger Federer [2]          |
| Eliminados en la segunda ronda     |                           |                           |                            |
| Andrey Kuznetsov                   | Go Soeda                  | Andreas Haider-Maurer     | Roberto Bautista Agut [13] |
| Adrian Mannarino                   | Gaël Monfils [17]         | Lleyton Hewitt            | Donald Young               |
| Marius Copil (Q)                   | Matthias Bachinger (Q)    | Paolo Lorenzi             | Alejandro González         |
| Sergiy Stakhovsky                  | Marcel Granollers         | Santiago Giraldo [30]     | Ivan Dodig                 |
| Jürgen Melzer (Q)                  | Leonardo Mayer [26]       | Philipp Kohlschreiber [22 | Thanasi Kokkinakis (WC)    |
| Ričardas Berankis                  | James Duckworth (WC)      | Lukáš Rosol [28]          | Tim Smyczek (Q)            |
| Marinko Matosevic [28]             | Martin Kližan [32]        | David Goffin [20]         | Lukas Lacko                |
| Édouard Roger-Vasselin             | Ivo Karlović [23]         | Jérémy Chardy [29]        | Simone Bolelli             |
| Eliminados en la primera ronda     |                           |                           |                            |
| Aljaž Bedene (Q)                   | Albert Ramos-Viñolas      | Elias Ymer (Q)            | James Ward                 |
| Jimmy Wang                         | Laurent Lokoli            | Pablo Carreño Busta       | Dominic Thiem              |
| Denis Kudla (WC)                   | Blaž Rola                 | Hiroki Moriya (LL)        | Lucas Pouille (WC)         |
| Julien Benneteau [25]              | Zhang Ze                  | Tim Pütz (Q)              | Illya Marchenko (Q)        |
| Marsel İlhan                       | Pablo Andújar             | Andrey Golubev            | Pablo Cuevas [27]          |
| Aleksandr Dolgopolov [21]          | Sam Querrey               | Peter Gojowczyk           | Fabio Fognini              |
| Thomaz Bellucci                    | Dušan Lajović             | Stéphane Robert (PR)      | Robin Haase                |
| Jan Hernych (Q)                    | Kyle Edmund (Q)           | João Souza                | Nicolás Almagro            |
| Alejandro Falla                    | Víctor Estrella           | Jiří Veselý               | John Millman (WC)          |
| Paul-Henri Mathieu                 | Tobias Kamke              | Filip Krajinović          | Ernests Gulbis [11]        |
| Diego Schwartzman                  | Igor Sijsling             | Blaz Kavčič               | Carlos Berlocq             |
| Kenny de Schepper                  | Jan-Lennard Struff        | Luke Saville (WC)         | Mijaíl Yuzhny              |
| Yuki Bhambri (Q)                   | Alexander Kudryavtsev (Q) | Jordan Thompson (WC)      | Tatsuma Ito                |
| Michael Russell (Q)                | Teimuraz Gabashvili       | Máximo González           | Dustin Brown               |
| Tommy Robredo [15]                 | Mikhail Kukushkin         | Federico Delbonis         | Ruben Bemelmans (Q)        |
| Borna Ćorić                        | Denis Istomin             | Juan Mónaco               | Lu Yen-hsun                |

Individual femenino
| Campeona                           | Campeona               | Finalista                | Finalista                       |
| ---------------------------------- | ---------------------- | ------------------------ | ------------------------------- |
| Serena Williams [1]                | Serena Williams [1]    | María Sharápova [2]      | María Sharápova [2]             |
| Semifinalistas                     |                        |                          |                                 |
| Madison Keys                       | Madison Keys           | Yekaterina Makárova [10] | Yekaterina Makárova [10]        |
| Eliminadas en los cuartos de final |                        |                          |                                 |
| Dominika Cibulková [11]            | Venus Williams [18]    | Simona Halep [3]         | Eugénie Bouchard [7]            |
| Eliminadas en la cuarta ronda      |                        |                          |                                 |
| Garbiñe Muguruza [24]              | Victoria Azarenka      | Madison Brengle          | Agnieszka Radwańska [6]         |
| Julia Goerges                      | Yanina Wickmayer       | Irina-Camelia Begu       | Shuai Peng [21]                 |
| Eliminadas en la tercera ronda     |                        |                          |                                 |
| Elina Svitolina [26]               | Timea Bacsinszky       | Alizé Cornet [19]        | Barbora Záhlavová-Strýcová [25] |
| Petra Kvitová [4]                  | Coco Vandeweghe        | Camila Giorgi            | Varvara Lepchenko [30]          |
| Lucie Hradecká (Q)                 | Karolína Plíšková [22] | Sara Errani [14]         | Bethanie Mattek-Sands (PR)      |
| Caroline Garcia                    | Carina Witthöft        | Yaroslava Shvédova       | Zarina Dias [31]                |
| Eliminadas en la segunda ronda     |                        |                          |                                 |
| Vera Zvonariova (PR)               | Nicole Gibbs           | Daniela Hantuchová       | Anna Tatishvili (Q)             |
| Tsvetana Pironkova                 | Denisa Allertova (Q)   | Chang Kai-chen (WC)      | Caroline Wozniacki [8]          |
| Mona Barthel                       | Casey Dellacqua [29]   | Samantha Stosur [20]     | Irina Falconi (WC)              |
| Tereza Smitková                    | Lauren Davis           | Ajla Tomljanović         | Johanna Larsson                 |
| Polona Hercog                      | Klára Koukalová        | Océane Dodin (WC)        | Roberta Vinci                   |
| Silvia Soler Espinosa              | Lara Arruabarrena      | Kristina Mladenovic      | Jarmila Gajdošová               |
| Kiki Bertens                       | Stefanie Vögele        | Christina McHale         | Kateřina Siniaková              |
| Mónica Puig                        | Magdaléna Rybáriková   | Anna Schmiedlová         | Aleksandra Panova (Q)           |
| Eliminadas en la primera ronda     |                        |                          |                                 |
| Alison Van Uytvanck                | Ons Jabeur (Q)         | Olivia Rogowska (WC)     | Yulia Putintseva (LL)           |
| Marina Erakovic                    | Saisai Zheng           | Kimiko Date-Krumm        | Jelena Janković [15]            |
| Kirsten Flipkens                   | Heather Watson         | Romina Oprandi (PR)      | Shuai Zhang                     |
| Tímea Babos                        | Jie Zheng              | Sloane Stephens          | Taylor Townsend                 |
| Richèl Hogenkamp (Q)               | Donna Vekić            | Lesia Tsurenko           | Yvonne Meusburger               |
| Monica Niculescu                   | Francesca Schiavone    | Kaia Kanepi              | Andrea Petković [13]            |
| Flavia Pennetta [12]               | Mirjana Lučić-Baroni   | Aleksandra Krunić        | María Teresa Torró Flor         |
| Vitalia Diachenko                  | Shelby Rogers          | Ala Kudriávtseva         | Kurumi Nara                     |
| Ana Ivanovic [5]                   | Wang Qiang             | Storm Sanders (WC)       | Belinda Bencic [32]             |
| Yevguenia Ródina (Q)               | Alison Riske           | Bojana Jovanovski        | An-Sophie Mestach               |
| Grace Min                          | Annika Beck            | Renata Voráčová (Q)      | Anastasiya Pavliuchenkova [23]  |
| Sabine Lisicki [28]                | Duan Yingying (WC)     | Alexandra Dulgheru       | Karin Knapp                     |
| Anna-Lena Friedsam                 | Daria Gavrilova (WC)   | Pauline Parmentier       | Svetlana Kuznetsova [27]        |
| Carla Suárez Navarro [17           | Stéphanie Foretz (Q)   | Yelena Vesniná           | Angelique Kerber [9]            |
| Lucie Šafářová [16]                | Arina Rodionova (WC)   | Ana Konjuh               | Tatjana María (Q)               |
| Urszula Radwańska (Q)              | Chanelle Scheepers     | Sorana Cîrstea           | Petra Martić (Q)                |

## Sumario

### Día 1 (19 de enero)
- Cabezas de serie eliminados:
  - Individual masculino:  Ernests Gulbis [11],  Tommy Robredo [15]
  - Individual femenino:  Ana Ivanović [5],  Angelique Kerber [9],  Lucie Šafářová [16],  Carla Suárez [17],  Anastasia Pavliuchénkova [23],  Svetlana Kuznetsova [27],  Sabine Lisicki [28],  Belinda Bencic [32]
- Orden de juego

| Partidos en canchas principales                                                                       | Partidos en canchas principales | Partidos en canchas principales | Partidos en canchas principales   |
| Partidos en la Rod Laver Arena                                                                        | Partidos en la Rod Laver Arena  | Partidos en la Rod Laver Arena  | Partidos en la Rod Laver Arena    |
| Evento                                                                                                | Ganador                         | Perdedor                        | Marcador                          |
| --- | ------------------------------- | ------------------------------- | --------------------------------- |
| Individual femenino - 1.ª ronda                                                                       | Simona Halep [3]                | Karin Knapp                     | 6–3, 6–2                          |
| Individual femenino - 1.ª ronda                                                                       | Lucie Hradecka [Q]              | Ana Ivanović [5]                | 1-6, 6-3, 6-2                     |
| Individual masculino - 1.ª ronda                                                                      | Rafael Nadal [3]                | Mijaíl Yuzhny                   | 6–3, 6–2, 6–2                     |
| Individual masculino - 1.ª ronda                                                                      | Roger Federer [2]               | Lu Yen-hsun                     | 6–4, 6–2, 7–5                     |
| Individual femenino - 1.ª ronda                                                                       | María Sharápova [2]             | Petra Martić [Q]                | 6–4, 6–1                          |
| Partidos en la Hisense Arena                                                                          |                                 |                                 |                                   |
| Evento                                                                                                | Ganador                         | Perdedor                        | Marcador                          |
| Individual femenino - 1.ª ronda                                                                       | Julia Gorges                    | Belinda Bencic [32]             | 6-1, 6-2                          |
| Individual femenino - 1.ª ronda                                                                       | Kristina Mladenovic             | Sabine Lisicki [28]             | 4–6, 6–4, 6–2                     |
| Individual masculino - 1.ª ronda                                                                      | Bernard Tomic                   | Tobias Kamke                    | 7–5, 6–7(1–7), 6–3, 6–2           |
| Individual masculino - 1.ª ronda                                                                      | Samuel Groth                    | Filip Krajinović                | 6–3, 7–6(7–4), 6–4                |
| Partidos en la Margaret Court Arena                                                                   |                                 |                                 |                                   |
| Evento                                                                                                | Ganador                         | Perdedor                        | Resultado                         |
| Individual femenino - 1.ª ronda                                                                       | Jarmila Gajdošová               | Alexandra Dulgheru              | 6–3, 6–4                          |
| Individual masculino - 1.ª ronda                                                                      | Andy Murray [6]                 | Yuki Bhambri [Q]                | 6-3, 6-4, 7-6(7-3)                |
| Individual femenino - 1.ª ronda                                                                       | Irina-Camelia Begu              | Angelique Kerber [9]            | 6-4, 0-6, 6-1                     |
| Individual femenino - 1.ª ronda                                                                       | Eugénie Bouchard [7]            | Anna-Lena Friedsam              | 6-2, 6-4                          |
| Individual masculino - 1.ª ronda                                                                      | Nick Kyrgios                    | Federico Delbonis               | 7–6(7–2), 3–6, 6–3, 6–7(5–7), 6–3 |
| En azul se indican los partidos nocturnos                                                             |                                 |                                 |                                   |
| Los partidos comienzan a las 11:00 a. m.. Los partidos nocturnos comienzan después de las 7:00 p. m.. |                                 |                                 |                                   |

### Día 2 (20 de enero)
- Cabezas de serie eliminados:
  - Individual masculino:  Fabio Fognini [16],  Aleksandr Dolgopólov [21],  Julien Benneteau [25],  Pablo Cuevas [27]
  - Individual femenino:  Flavia Pennetta [12],  Andrea Petković [13],  Jelena Janković [15]
- Orden de juego

| Partidos en canchas principales                                                                       | Partidos en canchas principales | Partidos en canchas principales | Partidos en canchas principales |
| Partidos en la Rod Laver Arena                                                                        | Partidos en la Rod Laver Arena  | Partidos en la Rod Laver Arena  | Partidos en la Rod Laver Arena  |
| Evento                                                                                                | Ganador                         | Perdedor                        | Marcador                        |
| --- | ------------------------------- | ------------------------------- | ------------------------------- |
| Individual femenino - 1.ª ronda                                                                       | Samantha Stosur [20]            | Monica Niculescu                | 6–4, 6–1                        |
| Individual masculino - 1.ª ronda                                                                      | Stanislas Wawrinka [4]          | Marsel Ilhan                    | 6–1, 6–4, 6–2                   |
| Individual masculino - 1.ª ronda                                                                      | Novak Djokovic [1]              | Aljaž Bedene [Q]                | 6–3, 6–2, 6–4                   |
| Individual masculino - 1.ª ronda                                                                      | Lleyton Hewitt                  | Ze Zhang                        | 6-3, 1-6, 6-0, 6-4              |
| Individual femenino - 1.ª ronda                                                                       | Ajla Tomljanović                | Shelby Rogers                   | 4-6, 6-4, 6-0                   |
| Partidos en la Margaret Court Arena                                                                   |                                 |                                 |                                 |
| Evento                                                                                                | Ganador                         | Perdedor                        | Marcador                        |
| Individual masculino - 1.ª ronda                                                                      | Nishikori Kei [5]               | Nicolás Almagro                 | 6–4, 7–6(7–1), 6–2              |
| Individual femenino - 1.ª ronda                                                                       | Caroline Wozniacki [8]          | Taylor Townsend                 | 7–6(7–1), 6–2                   |
| Individual femenino - 1.ª ronda                                                                       | Casey Dellacqua [29]            | Yvonne Meusburger               | 6–4, 6–0                        |
| Individual femenino - 1.ª ronda                                                                       | Serena Williams [1]             | Alison Van Uytvanck             | 6–0, 6–4                        |
| Individual masculino - 1.ª ronda                                                                      | Gaël Monfils [17]               | Lucas Pouille [WC]              | 6-7(3-7), 3-6, 6-4, 6-1, 6-4    |
| Partidos en la Hisense Arena                                                                          |                                 |                                 |                                 |
| Evento                                                                                                | Ganador                         | Perdedor                        | Marcador                        |
| Individual femenino - 1.ª ronda                                                                       | Victoria Azarenka               | Sloane Stephens                 | 6–3, 6–2                        |
| Individual masculino - 1.ª ronda                                                                      | Milos Raonic [8]                | Iliá Marchenko [Q]              | 7–6(7–3), 7–6(7–3), 6–3         |
| Individual femenino - 1.ª ronda                                                                       | Petra Kvitová [4]               | Richèl Hogenkamp [Q]            | 6–1, 6–4                        |
| Individual femenino - 1.ª ronda                                                                       | Venus Williams [18]             | María Teresa Torró Flor         | 6–2, 6–2                        |
| Individual masculino - 1.ª ronda                                                                      | Vasek Pospisil                  | Sam Querrey                     | 6-3, 6–7(5–7), 2-6, 6-4, 6-4    |
| En azul se indican los partidos nocturnos                                                             |                                 |                                 |                                 |
| Los partidos comienzan a las 11:00 a. m.. Los partidos nocturnos comienzan después de las 7:00 p. m.. |                                 |                                 |                                 |

### Día 3 (21 de enero)
- Cabezas de serie eliminados:
  - Individual masculino:  David Goffin [20],  Philipp Kohlschreiber [22],  Ivo Karlović [23],   Leonardo Mayer [26],  Lukáš Rosol [28],  Jeremy Chardy [29],  Martin Kližan [32],
  - Dobles masculino:  Marcel Granollers /  Marc López [3],  Marin Draganja /  Henri Kontinen [15]
  - Dobles femenino:   Chan Hao-ching /  Květa Peschke [8]
- Orden de juego

| Partido en canchas principales                                                                       | Partido en canchas principales | Partido en canchas principales | Partido en canchas principales    |
| Partidos en la Rod Laver Arena                                                                       | Partidos en la Rod Laver Arena | Partidos en la Rod Laver Arena | Partidos en la Rod Laver Arena    |
| Evento                                                                                               | Ganador                        | Perdedor                       | Marcador                          |
| --- | ------------------------------ | ------------------------------ | --------------------------------- |
| Individual femenino - 2.ª ronda                                                                      | Yekaterina Makárova [10]       | Roberta Vinci                  | 6–2, 6–4                          |
| Individual femenino - 2.ª ronda                                                                      | María Sharápova [2]            | Alexandra Panova [Q]           | 6–1, 4–6, 7–5                     |
| Individual masculino - 2.ª ronda                                                                     | Roger Federer [2]              | Simone Bolelli                 | 3-6, 6-3, 6-2, 6-2                |
| Individual masculino - 2.ª ronda                                                                     | Rafael Nadal [3]               | Tim Smyczek                    | 6-2, 3-6, 6-7, 6-3, 7-5           |
| Individual femenino - 2.ª ronda                                                                      | Simona Halep [3]               | Jarmila Gajdosova              | 6-2, 3-1                          |
| Partidos en la Margaret Court Arena                                                                  |                                |                                |                                   |
| Evento                                                                                               | Ganador                        | Perdedor                       | Marcador                          |
| Individual femenino - 2.ª ronda                                                                      | Julia Gorges                   | Klara Koukalová                | 6–3, 4–6, 6–2                     |
| Individual masculino - 2.ª ronda                                                                     | Andy Murray [6]                | Marinko Matosevic              | 6–1, 6–3, 6–2                     |
| Individual femenino - 2.ª ronda                                                                      | Sara Errani [14]               | Silvia Soler Espinosa          | 7-6, 6-3                          |
| Individual femenino - 2.ª ronda                                                                      | Eugénie Bouchard [7]           | Kiki Bertens                   | 6–0, 6–3                          |
| Individual masculino - 2.ª ronda                                                                     | Bernard Tomic                  | Philipp Kohlschreiber [22]     | 6–7(5–7), 6–4, 7–6(8–6), 7–6(7–5) |
| Partidos en la Hisense Arena                                                                         |                                |                                |                                   |
| Evento                                                                                               | Ganador                        | Perdedor                       | Marcador                          |
| Individual femenino - 2.ª ronda                                                                      | Peng Shuai [21]                | Magdaléna Rybáriková           | 6–1, 6–1                          |
| Individual femenino - 2.ª ronda                                                                      | Karolina Pliskova [22]         | Océane Dodin [WC]              | 7–5, 5–7, 6–4                     |
| Individual masculino - 2.ª ronda                                                                     | Grigor Dimitrov [10]           | Lukáš Lacko                    | 6–3, 6–7(10–12), 6–3, 6–3         |
| Individual masculino - 2.ª ronda                                                                     | Samuel Groth                   | Thanasi Kokkinakis [WC]        | 3–6, 6–3, 7–5, 3–6, 6–1           |
| En azul se indican los partidos nocturnos                                                            |                                |                                |                                   |
| Los partidos comienzan a las 11:00 a. m. Los partidos nocturnos comienzan después de las 7:00 p. m.. |                                |                                |                                   |

### Día 4 (22 de enero)
- Cabezas de serie eliminados:
  - Individual masculino:  Roberto Bautista Agut [13],  Gael Monfils [17],  Santiago Giraldo [30]
  - Individual femenino:  Caroline Wozniacki [8],  Samantha Stosur [20],  Casey Dellacqua [29]
- Orden de juego

| Partido en canchas principales                                                                       | Partido en canchas principales | Partido en canchas principales | Partido en canchas principales |
| Partidos en la Rod Laver Arena                                                                       | Partidos en la Rod Laver Arena | Partidos en la Rod Laver Arena | Partidos en la Rod Laver Arena |
| Evento                                                                                               | Ganador                        | Perdedor                       | Marcador                       |
| --- | ------------------------------ | ------------------------------ | ------------------------------ |
| Individual femenino - 2.ª ronda                                                                      | Agnieszka Radwańska [6]        | Johanna Larsson                | 6–0, 6–1                       |
| Individual femenino - 2.ª ronda                                                                      | Serena Williams [1]            | Vera Zvonariova [PR]           | 7–5, 6–0                       |
| Individual masculino - 2.ª ronda                                                                     | Novak Djokovic [1]             | Andréi Kuznetsov               | 6–0, 6–1, 6–4                  |
| Individual masculino - 2.ª ronda                                                                     | Benjamin Becker                | Lleyton Hewitt                 | 2–6, 1–6, 6–3, 6–4, 6–2        |
| Individual femenino - 2.ª ronda                                                                      | Coco Vandeweghe                | Samantha Stosur [20]           | 6–4, 6–4                       |
| Partidos en la Margaret Court Arena                                                                  |                                |                                |                                |
| Evento                                                                                               | Ganador                        | Perdedor                       | Marcador                       |
| Individual femenino - 2.ª ronda                                                                      | Venus Williams [18]            | Lauren Davis                   | 6–2, 6–3                       |
| Individual masculino - 2.ª ronda                                                                     | Stanislas Wawrinka [4]         | Marius Copil [Q]               | 7–6(7-4), 7–6(7-4), 6–3        |
| Individual femenino - 2.ª ronda                                                                      | Madison Keys                   | Casey Dellacqua [29]           | 2–6, 6–1, 6–1                  |
| Individual femenino - 2.ª ronda                                                                      | Victoria Azarenka              | Caroline Wozniacki [8]         | 6–4, 6–2                       |
| Individual masculino - 2.ª ronda                                                                     | Milos Raonic [8]               | Donald Young                   | 6–4, 7–6(7-3), 6–3             |
| Partidos en la Hisense Arena                                                                         |                                |                                |                                |
| Evento                                                                                               | Ganador                        | Perdedor                       | Marcador                       |
| Individual masculino - 2.ª ronda                                                                     | Nishikori Kei [5]              | Ivan Dodig                     | 4–6, 7–5, 6–2, 7–6(7–0)        |
| Individual femenino - 2.ª ronda                                                                      | Dominika Cibulková [11]        | Tsvetana Pironkova             | 6–2, 6–0                       |
| Individual femenino - 2.ª ronda                                                                      | Petra Kvitová [4]              | Mona Barthel                   | 6–2, 6–4                       |
| Individual masculino - 2.ª ronda                                                                     | Jerzy Janowicz                 | Gaël Monfils [17]              | 6–4, 1–6, 6–7(3–7), 6–3, 6–3   |
| En azul se indican los partidos nocturnos                                                            |                                |                                |                                |
| Los partidos comienzan a las 11:00 a. m. Los partidos nocturnos comienzan después de las 7:00 p. m.. |                                |                                |                                |

### Día 5 (23 de enero)
- Cabezas de serie eliminados:
  - Individual masculino:  Roger Federer [2],  Richard Gasquet [24]
  - Individual femenino:  Karolína Plíšková [22],  Sara Errani [14],  Zarina Dias [31]
  - Dobles masculino:  Rohan Bopanna /  Daniel Nestor [7],  Raven Klaasen /  Leander Paes [10],   Julian Knowle /  Vasek Pospisil [13]
  - Dobles femenino:  Garbiñe Muguruza /  Carla Suárez [6],  Su-Wei Hsieh /  Sania Mirza [2]
- Orden de juego

| Partido en canchas principales                                                                       | Partido en canchas principales         | Partido en canchas principales | Partido en canchas principales |
| Partidos en la Rod Laver Arena                                                                       | Partidos en la Rod Laver Arena         | Partidos en la Rod Laver Arena | Partidos en la Rod Laver Arena |
| Evento                                                                                               | Ganador                                | Perdedor                       | Marcador                       |
| --- | -------------------------------------- | ------------------------------ | ------------------------------ |
| Individual femenino - 3.ª ronda                                                                      | Julia Gorges                           | Lucie Hradecka [Q]             | 7–6(8–6), 7–5                  |
| Individual femenino - 3.ª ronda                                                                      | Eugénie Bouchard [7]                   | Caroline Garcia                | 7–5, 6–0                       |
| Individual masculino - 3.ª ronda                                                                     | Andreas Seppi                          | Roger Federer [2]              | 6–4, 7–6(7–5), 4–6, 7–6(7–5)   |
| Individual femenino - 3.ª ronda                                                                      | María Sharápova [2]                    | Zarina Dias [31]               | 6–1, 6–1                       |
| Individual masculino - 3.ª ronda                                                                     | Rafael Nadal [3]                       | Dudi Sela                      | 6-1, 6-0, 7-5                  |
| Partidos en la Margaret Court Arena                                                                  |                                        |                                |                                |
| Evento                                                                                               | Ganador                                | Perdedor                       | Marcador                       |
| Individual femenino - 3.ª ronda                                                                      | Yekaterina Makárova [10]               | Karolína Plíšková [22]         | 6–4, 6–4                       |
| Individual masculino - 3.ª ronda                                                                     | Tomáš Berdych [7]                      | Viktor Troicki                 | 6–4, 6–3, 6–4                  |
| Individual femenino - 3.ª ronda                                                                      | Simona Halep [3]                       | Bethanie Mattek-Sands [PR]     | 6–4, 7–5                       |
| Individual masculino - 3.ª ronda                                                                     | Nick Kyrgios                           | Malek Jaziri                   | 6–4, 7–6(8–6), 6–1             |
| Dobles femenino - 2.ª ronda                                                                          | Martina Hingis [4] Flavia Pennetta [4] | Daniela Hantuchová Karin Knapp | 6–3, 6–7(5–7), 6–2             |
| Partidos en la Hisense Arena                                                                         |                                        |                                |                                |
| Evento                                                                                               | Ganador                                | Perdedor                       | Marcador                       |
| Individual femenino - 3.ª ronda                                                                      | Yanina Wickmayer                       | Sara Errani [14]               | 4–6, 6–4, 6–3                  |
| Individual femenino - 3.ª ronda                                                                      | Irina-Camelia Begu                     | Carina Witthöft                | 6–4, 6–4                       |
| Individual masculino - 3.ª ronda                                                                     | Andy Murray [6]                        | João Sousa                     | 6–1, 6–1, 7–5                  |
| Individual masculino - 3.ª ronda                                                                     | Bernard Tomic                          | Samuel Groth                   | 6–4, 7–6(10–8), 6–3            |
| En azul se indican los partidos nocturnos                                                            |                                        |                                |                                |
| Los partidos comienzan a las 11:00 a. m. Los partidos nocturnos comienzan después de las 7:00 p. m.. |                                        |                                |                                |

### Día 6 (24 de enero)
- Cabezas de serie eliminados:
  - Individual masculino:  Gilles Simon [18],  John Isner [19],  Fernando Verdasco [31]
  - Individual femenino:  Petra Kvitová [4],  Alizé Cornet [19],  Barbora Záhlavová-Strýcová [25],  Elina Svitolina [26],  Varvara Lepchenko [30]
  - Dobles masculino:  Alexander Peya /  Bruno Soares [5],  Robert Lindstedt /  Marcin Matkowski [9],  Juan Sebastián Cabal /  Robert Farah [11]
  - Dobles femenino:  Tímea Babos /  Kristina Mladenovic [10],  Anabel Medina /  Yaroslava Shvédova [11]
  - Dobles mixto:  Yaroslava Shvédova /  Nenad Zimonjić [6]
- Orden de juego

| Partido en canchas principales                                                                       | Partido en canchas principales | Partido en canchas principales  | Partido en canchas principales |
| Partidos en la Rod Laver Arena                                                                       | Partidos en la Rod Laver Arena | Partidos en la Rod Laver Arena  | Partidos en la Rod Laver Arena |
| Evento                                                                                               | Ganador                        | Perdedor                        | Marcador                       |
| --- | ------------------------------ | ------------------------------- | ------------------------------ |
| Individual femenino - 3.ª ronda                                                                      | Agnieszka Radwańska [6]        | Varvara Lepchenko [30]          | 6-0, 7-5                       |
| Individual femenino - 3.ª ronda                                                                      | Serena Williams [1]            | Elina Svitolina [26]            | 4-6, 6-2, 6-0                  |
| Individual masculino - 3.ª ronda                                                                     | Stanislas Wawrinka [4]         | Jarkko Nieminen                 | 6–4, 6–2, 6–4                  |
| Individual masculino - 3.ª ronda                                                                     | Novak Djokovic [1]             | Fernando Verdasco [31]          | 7–6(10–8), 6–3, 6–4            |
| Individual femenino - 3.ª ronda                                                                      | Madison Keys                   | Petra Kvitová [4]               | 6-4, 7-5                       |
| Partidos en la Margaret Court Arena                                                                  |                                |                                 |                                |
| Evento                                                                                               | Ganador                        | Perdedor                        | Marcador                       |
| Individual femenino - 3.ª ronda                                                                      | Venus Williams [18]            | Camila Giorgi                   | 4–6, 7–6(7–3), 6–1             |
| Individual masculino - 3.ª ronda                                                                     | Feliciano López [12]           | Jerzy Janowicz                  | 7–6(8–6), 6–4, 7–6(7–3)        |
| Individual femenino - 3.ª ronda                                                                      | Victoria Azarenka              | Barbora Záhlavová-Strýcová [25] | 6–4, 6–4                       |
| Individual masculino - 3.ª ronda                                                                     | David Ferrer [9]               | Gilles Simon [18]               | 6-2, 7-5, 5-7, 7-6(7–4)        |
| Dobles masculino - 2.ª ronda                                                                         | Bob Bryan [1] Mike Bryan [1]   | Carlos Berlocq Leonardo Mayer   | 5-7, 6-3, 6-1                  |
| Partidos en la Hisense Arena                                                                         |                                |                                 |                                |
| Evento                                                                                               | Ganador                        | Perdedor                        | Marcador                       |
| Individual femenino - 3.ª ronda                                                                      | Garbiñe Muguruza [24]          | Timea Bacsinszky                | 6–3, 4–6, 6–0                  |
| Individual masculino - 3.ª ronda                                                                     | Milos Raonic [8]               | Benjamin Becker                 | 6–4, 6–3, 6–3                  |
| Individual femenino - 3.ª ronda                                                                      | Madison Brengle                | Coco Vandeweghe                 | 6–3, 6–2                       |
| Individual masculino - 3.ª ronda                                                                     | Nishikori Kei [5]              | Steve Johnson                   | 6–7(7–9), 6–1, 6–2, 6–3        |
| En azul se indican los partidos nocturnos                                                            |                                |                                 |                                |
| Los partidos comienzan a las 11:00 a. m. Los partidos nocturnos comienzan después de las 7:00 p. m.. |                                |                                 |                                |

### Día 7 (25 de enero)
- Cabezas de serie eliminados:
  - Individual masculino:  Grigor Dimitrov [10],  Kevin Anderson [14]
  - Individual femenino:  Peng Shuai [21]
  - Dobles masculino:  Aisam-ul-Haq Qureshi /  Nenad Zimonjić [8]
  - Dobles femenino:  Andrea Hlavackova /  Lucie Hradecka [9],  Ala Kudriávtseva /  Anastasia Pavliuchénkova [12]
  - Dobles mixto:  Květa Peschke /  Marcin Matkowski [8]
- Orden de juego

| Partido en canchas principales                                                                       | Partido en canchas principales           | Partido en canchas principales         | Partido en canchas principales |
| Partidos en la Rod Laver Arena                                                                       | Partidos en la Rod Laver Arena           | Partidos en la Rod Laver Arena         | Partidos en la Rod Laver Arena |
| Evento                                                                                               | Ganador                                  | Perdedor                               | Marcador                       |
| --- | ---------------------------------------- | -------------------------------------- | ------------------------------ |
| Individual femenino - 4.ª ronda                                                                      | Eugénie Bouchard [7]                     | Irina-Camelia Begu                     | 6-1, 5-7, 6-2                  |
| Individual femenino - 4.ª ronda                                                                      | María Sharápova [2]                      | Peng Shuai [21]                        | 6-3, 6-0                       |
| Individual masculino - 4.ª ronda                                                                     | Rafael Nadal [3]                         | Kevin Anderson [14]                    | 7-5, 6-1, 6-4                  |
| Individual femenino - 4.ª ronda                                                                      | Simona Halep [3]                         | Yanina Wickmayer                       | 6-4, 6-2                       |
| Individual masculino - 4.ª ronda                                                                     | Andy Murray [6]                          | Grigor Dimitrov [10]                   | 6-4, 6-7(5-7), 6-3, 7-5        |
| Partidos en la Margaret Court Arena                                                                  |                                          |                                        |                                |
| Evento                                                                                               | Ganador                                  | Perdedor                               | Marcador                       |
| Dobles femenino - 3.ª ronda                                                                          | Kiki Bertens [Alt] Johanna Larsson [Alt] | Svetlana Kuznetsova Samantha Stosur    | 7-6(7-5), 6-3                  |
| Individual femenino - 4.ª ronda                                                                      | Yekaterina Makárova [10]                 | Julia Gorges                           | 6-3, 6-2                       |
| Individual masculino - 4.ª ronda                                                                     | Tomáš Berdych [7]                        | Bernard Tomic                          | 6-2, 7-6(7-3), 6-2             |
| Partidos en la Hisense Arena                                                                         |                                          |                                        |                                |
| Evento                                                                                               | Ganador                                  | Perdedor                               | Marcador                       |
| Dobles masculino (Leyendas)                                                                          | Wayne Arthurs Pat Cash                   | Goran Ivanišević Ivan Ljubičić         | 4–1, 4–3, 1–4, 4–2             |
| Dobles masculino - 3.ª ronda                                                                         | Pablo Cuevas David Marrero               | Alex Bolt [WC] Andrew Whittington [WC] | 7-6(9-7), 7-6(7-3)             |
| Dobles mixto - 1.ª ronda                                                                             | Casey Dellacqua [WC] John Peers [WC]     | Květa Peschke [8] Marcin Matkowski [8] | 7–5, 6–4                       |
| Individual masculino - 3.ª ronda                                                                     | Nick Kyrgios                             | Andreas Seppi                          | 5-7, 4-6, 6-3, 7-6(7-5), 8–6   |
| En azul se indican los partidos nocturnos                                                            |                                          |                                        |                                |
| Los partidos comienzan a las 11:00 a. m. Los partidos nocturnos comienzan después de las 7:00 p. m.. |                                          |                                        |                                |

### Día 8 (26 de enero)
- Cabezas de serie eliminados:
  - Individual masculino:  David Ferrer [9],  Feliciano López [12]
  - Individual femenino:  Agnieszka Radwańska [6],  Garbiñe Muguruza [24]
  - Dobles masculino:  Eric Butorac /  Samuel Groth [12],  Bob Bryan [1] /  Mike Bryan [1],  Jamie Murray /  John Peers [16]
  - Dobles femenino:  Martina Hingis /  Flavia Pennetta [4],  Sara Errani /  Roberta Vinci [1],  Caroline Garcia /  Katarina Srebotnik [7]
- Orden de juego

| Partido en canchas principales                                                                       | Partido en canchas principales         | Partido en canchas principales         | Partido en canchas principales    |
| Partidos en la Rod Laver Arena                                                                       | Partidos en la Rod Laver Arena         | Partidos en la Rod Laver Arena         | Partidos en la Rod Laver Arena    |
| Evento                                                                                               | Ganador                                | Perdedor                               | Marcador                          |
| --- | -------------------------------------- | -------------------------------------- | --------------------------------- |
| Individual femenino - 4.ª ronda                                                                      | Dominika Cibulková [11]                | Victoria Azarenka                      | 6–2, 3–6, 6–3                     |
| Individual femenino - 4.ª ronda                                                                      | Serena Williams [1]                    | Garbiñe Muguruza [24]                  | 2–6, 6–3, 6–2                     |
| Individual masculino - 4.ª ronda                                                                     | Nishikori Kei [5]                      | David Ferrer [9]                       | 6–3, 6–3, 6–3                     |
| Individual femenino - 4.ª ronda                                                                      | Venus Williams [18]                    | Agnieszka Radwańska [6]                | 6–3, 2–6, 6–1                     |
| Individual masculino - 4.ª ronda                                                                     | Novak Djokovic [1]                     | Gilles Müller                          | 6-4, 7-5, 7-5                     |
| Partidos en la Margaret Court Arena                                                                  |                                        |                                        |                                   |
| Evento                                                                                               | Ganador                                | Perdedor                               | Marcador                          |
| Dobles masculino (Leyendas)                                                                          | Jonas Björkman Thomas Johansson        | Todd Woodbridge Mark Woodforde         | 4–3(5–2), 4–1, 3–4(4–6), 4–3(5–0) |
| Individual masculino - 4.ª ronda                                                                     | Stanislas Wawrinka [4]                 | Guillermo García López                 | 7–6(7–2), 6–4, 4–6, 7–6(10–8)     |
| Individual femenino - 4.ª ronda                                                                      | Madison Keys                           | Madison Brengle                        | 6–2, 6–4                          |
| Partidos en la Hisense Arena                                                                         |                                        |                                        |                                   |
| Evento                                                                                               | Ganador                                | Perdedor                               | Marcador                          |
| Dobles masculino - 3.ª ronda                                                                         | Jean-Julien Rojer [6] Horia Tecau [6]  | Eric Butorac [12] Samuel Groth [12]    | 3–6, 7–5, 7–6(7–5)                |
| Dobles femenino - 3.ª ronda                                                                          | Chan Yung-jan [14] Zheng Jie [14]      | Martina Hingis [4] Flavia Pennetta [4] | 6-3, 6-3                          |
| Dobles masculino - 3.ª ronda                                                                         | Dominic Inglot [14] Florin Mergea [14] | Bob Bryan [1] Mike Bryan [1]           | 7–6(7–4), 6-3                     |
| Individual masculino - 4.ª ronda                                                                     | Milos Raonic [8]                       | Feliciano López [12]                   | 6–4, 4–6, 6–3, 6–7(7–9), 6–3      |
| En azul se indican los partidos nocturnos                                                            |                                        |                                        |                                   |
| Los partidos comienzan a las 11:00 a. m. Los partidos nocturnos comienzan después de las 7:00 p. m.. |                                        |                                        |                                   |

### Día 9 (27 de enero)
- Cabezas de serie eliminados:
  - Individual masculino:  Rafael Nadal [3]
  - Individual femenino:  Simona Halep [3],  Eugénie Bouchard [7]
  - Dobles masculino:  Julien Benneteau /  Édouard Roger-Vasselin [2]
  - Dobles femenino:  Raquel Kops-Jones /  Abigail Spears [5]
- Orden de juego

| Partido en canchas principales                                                                       | Partido en canchas principales             | Partido en canchas principales                  | Partido en canchas principales |
| Partidos en la Rod Laver Arena                                                                       | Partidos en la Rod Laver Arena             | Partidos en la Rod Laver Arena                  | Partidos en la Rod Laver Arena |
| Evento                                                                                               | Ganador                                    | Perdedor                                        | Marcador                       |
| --- | ------------------------------------------ | ----------------------------------------------- | ------------------------------ |
| Individual femenino - Cuartos de final                                                               | Yekaterina Makárova [10]                   | Simona Halep [3]                                | 6–4, 6–0                       |
| Individual femenino - Cuartos de final                                                               | María Sharápova [2]                        | Eugénie Bouchard [7]                            | 6–3, 6–2                       |
| Individual masculino - Cuartos de final                                                              | Tomáš Berdych [7]                          | Rafael Nadal [3]                                | 6–2, 6–0, 7–6(7–5)             |
| Individual masculino - Cuartos de final                                                              | Andy Murray [6]                            | Nick Kyrgios                                    | 6–3, 7–6(7–5), 6-3             |
| Dobles mixto - 2.ª ronda                                                                             | Casey Dellacqua [WC] John Peers [WC]       | Andreja Klepač [WC] Chris Guccione [WC]         | 3–6, 6–3, [10–5]               |
| Partidos en la Margaret Court Arena                                                                  |                                            |                                                 |                                |
| Evento                                                                                               | Ganador                                    | Perdedor                                        | Marcador                       |
| Dobles masculino - Cuartos de final                                                                  | Pierre-Hugues Herbert Nicolas Mahut        | Julien Benneteau [2] Édouard Roger-Vasselin [2] | 7–6(7–5), 3–6, 6–3             |
| Dobles femenino - Cuartos de final                                                                   | Julia Gorges [16] Anna-Lena Grönefeld [16] | Kiki Bertens [Alt] Johanna Larsson [Alt]        | 6–2, 7–5                       |
| Dobles femenino - Cuartos de final                                                                   | Chan Yung-jan [14] Zheng Jie [14]          | Klaudia Jans-Ignacik Andreja Klepač             | 6–1, 6–2                       |
| Dobles mixto - 2.ª ronda                                                                             | Kristina Mladenovic [3] Daniel Nestor [3]  | Michaella Krajicek Florin Mergea                | 6–4, 7–5                       |
| En azul se indican los partidos nocturnos                                                            |                                            |                                                 |                                |
| Los partidos comienzan a las 11:00 a. m. Los partidos nocturnos comienzan después de las 7:00 p. m.. |                                            |                                                 |                                |

### Día 10 (28 de enero)
- Cabezas de serie eliminados:
  - Individual masculino:  Nishikori Kei [5],  Milos Raonic [8]
  - Individual femenino:  Venus Williams [18],  Dominika Cibulková [11]
  - Dobles masculino:  Dominic Inglot /  Florin Mergea [14]
  - Dobles femenino:  Michaella Krajicek [13] /  Barbora Záhlavová-Strýcová [13],  Julia Gorges /  Anna-Lena Grönefeld [16]
  - Dobles mixto:  Andrea Hlavackova /  Alexander Peya [4]
- Orden de juego

| Partido en canchas principales                                                                       | Partido en canchas principales      | Partido en canchas principales                          | Partido en canchas principales |
| Partidos en la Rod Laver Arena                                                                       | Partidos en la Rod Laver Arena      | Partidos en la Rod Laver Arena                          | Partidos en la Rod Laver Arena |
| Evento                                                                                               | Ganador                             | Perdedor                                                | Marcador                       |
| --- | ----------------------------------- | ------------------------------------------------------- | ------------------------------ |
| Individual femenino - Cuartos de final                                                               | Madison Keys                        | Venus Williams [18]                                     | 6–3, 4–6, 6–4                  |
| Individual femenino - Cuartos de final                                                               | Serena Williams [1]                 | Dominika Cibulková [11]                                 | 6–2, 6–2                       |
| Individual masculino - Cuartos de final                                                              | Stanislas Wawrinka [4]              | Nishikori Kei [5]                                       | 6–3, 6–4, 7–6(8–6)             |
| Individual masculino - Cuartos de final                                                              | Novak Djokovic [1]                  | Milos Raonic [8]                                        | 7-6(7–5), 6-4, 6-2             |
| Dobles mixto - Cuartos de final                                                                      | Martina Hingis [7] Leander Paes [7] | Andrea Hlavackova [4] Alexander Peya [4]                | 6–3, 6–1                       |
| Partidos en la Margaret Court Arena                                                                  |                                     |                                                         |                                |
| Evento                                                                                               | Ganador                             | Perdedor                                                | Marcador                       |
| Dobles masculino - Cuartos de final                                                                  | Simone Bolelli Fabio Fognini        | Pablo Cuevas David Marrero                              | 7–6(7–5), 7–6(7–5),            |
| Dobles femenino - Semifinal                                                                          | Chan Yung-jan [14] Zheng Jie [14]   | Michaella Krajicek [13] Barbora Záhlavová-Strýcová [13] | 6–3, 6–2                       |
| En azul se indican los partidos nocturnos                                                            |                                     |                                                         |                                |
| Los partidos comienzan a las 11:00 a. m. Los partidos nocturnos comienzan después de las 7:00 p. m.. |                                     |                                                         |                                |

### Día 11 (29 de enero)
- Cabezas de serie eliminados:
  - Individual masculino:
  - Individual femenino:  Yekaterina Makárova [10]
  - Dobles masculino:  Ivan Dodig /  Marcelo Melo [4],  Jean-Julien Rojer /  Horia Tecau [6]
  - Dobles femenino:
  - Dobles mixto:  Katarina Srebotnik /  Marcelo Melo [2],  Cara Black /  Juan Sebastián Cabal [5]
- Orden de juego

| Partido en canchas principales                                                                       | Partido en canchas principales            | Partido en canchas principales          | Partido en canchas principales         |
| Partidos en la Rod Laver Arena                                                                       | Partidos en la Rod Laver Arena            | Partidos en la Rod Laver Arena          | Partidos en la Rod Laver Arena         |
| Evento                                                                                               | Ganador                                   | Perdedor                                | Marcador                               |
| --- | ----------------------------------------- | --------------------------------------- | -------------------------------------- |
| Dobles masculino - Semifinales                                                                       | Simone Bolelli Fabio Fognini              | Jean-Julien Rojer [6] Horia Tecau [6]   | 6–4, 3–6, 6–3                          |
| Individual femenino - Semifinales                                                                    | María Sharápova [2]                       | Yekaterina Makárova [10]                | 6–3, 6–2                               |
| Individual femenino - Semifinales                                                                    | Serena Williams [1]                       | Madison Keys                            | 7–6(7–5), 6–2                          |
| Individual masculino - Semifinales                                                                   | Andy Murray [6]                           | Tomáš Berdych [7]                       | 6–7(6–8), 6-0, 6-3, 7-5                |
| Partidos en la Margaret Court Arena                                                                  |                                           |                                         |                                        |
| Evento                                                                                               | Ganador                                   | Perdedor                                | Marcador                               |
| Dobles masculino - Semifinales                                                                       | Pierre-Hugues Herbert Nicolas Mahut       | Ivan Dodig [4] Marcelo Melo [4]         | 6–4, 6–7(5–7), 7–6(7–5)                |
| Dobles masculino (Leyendas)                                                                          | Jonas Björkman Thomas Johansson           | Michael Chang Wayne Ferreira            | 3–4(3–5), 4–2, 3–4(4–6), 4–2, 4–3(5–2) |
| Dobles mixto - Cuartos de final                                                                      | Kristina Mladenovic [3] Daniel Nestor [3] | Cara Black [5] Juan Sebastián Cabal [5] | 6–2, 6–3                               |
| Dobles mixto - Cuartos de final                                                                      | Su-Wei Hsieh Pablo Cuevas                 | Katarina Srebotnik [2] Marcelo Melo [2] | 6–1, 6–2                               |
| En azul se indican los partidos nocturnos                                                            |                                           |                                         |                                        |
| Los partidos comienzan a las 11:00 a. m. Los partidos nocturnos comienzan después de las 7:00 p. m.. |                                           |                                         |                                        |

### Día 12 (30 de enero)
- Cabezas de serie eliminados:
  - Individual masculino:  Stan Wawrinka [4]
  - Dobles femenino:  Chan Yung-jan /  Zheng Jie [14]
  - Dobles mixto:  Sania Mirza /  Bruno Soares [1]
- Orden de juego

| Partido en canchas principales                                                                        | Partido en canchas principales                 | Partido en canchas principales    | Partido en canchas principales |
| Partidos en la Rod Laver Arena                                                                        | Partidos en la Rod Laver Arena                 | Partidos en la Rod Laver Arena    | Partidos en la Rod Laver Arena |
| Evento                                                                                                | Ganador                                        | Perdedor                          | Marcador                       |
| --- | ---------------------------------------------- | --------------------------------- | ------------------------------ |
| Dobles mixto - Semifinales                                                                            | Martina Hingis [7] Leander Paes [7]            | Su-Wei Hsieh Pablo Cuevas         | 7–5, 6–4                       |
| Dobles femenino - Final                                                                               | Bethanie Mattek-Sands [PR] Lucie Šafářová [PR] | Chan Yung-jan [14] Zheng Jie [14] | 6–4, 7–6(7–5)                  |
| Individual masculino - Semifinales                                                                    | Novak Djokovic [1]                             | Stan Wawrinka [4]                 | 7–6(7–1), 3–6, 6–4, 4–6, 6–0   |
| Partidos en la Margaret Court Arena                                                                   |                                                |                                   |                                |
| Evento                                                                                                | Ganador                                        | Perdedor                          | Marcador                       |
| Dobles masculino (Leyendas)                                                                           | Jonas Björkman Thomas Johansson                | Thomas Enqvist Mats Wilander      | 3–4(4–6), 4–2, 4–2, 4–2        |
| Dobles mixto - Semifinales                                                                            | Kristina Mladenovic [3] Daniel Nestor [3]      | Sania Mirza [1] Bruno Soares [1]  | 3–6, 6–2, [10–8]               |
| En azul se indican los partidos nocturnos                                                             |                                                |                                   |                                |
| Los partidos comienzan a las 03:00 p. m.. Los partidos nocturnos comienzan después de las 7:30 p. m.. |                                                |                                   |                                |

### Día 13 (31 de enero)
- Cabezas de serie eliminados:
  - Individual femenino:  María Sharápova [2]
  - Dobles masculino:
- Orden de juego

| Partido en canchas principales                                                                        | Partido en canchas principales | Partido en canchas principales      | Partido en canchas principales |
| Partidos en la Rod Laver Arena                                                                        | Partidos en la Rod Laver Arena | Partidos en la Rod Laver Arena      | Partidos en la Rod Laver Arena |
| Evento                                                                                                | Ganador                        | Perdedor                            | Marcador                       |
| --- | ------------------------------ | ----------------------------------- | ------------------------------ |
| Individual junior femenino - Final                                                                    | Tereza Mihalíková              | Katie Swan [14]                     | 6–1, 6–4                       |
| Individual junior masculino - Final                                                                   | Roman Safiullin [1]            | Hong Seong-chan [7]                 | 7–5, 7–6(7-2)                  |
| Individual femenino - Final                                                                           | Serena Williams [1]            | María Sharápova [2]                 | 6-3, 7-6(7-5)                  |
| Dobles masculino - Final                                                                              | Simone Bolelli Fabio Fognini   | Pierre-Hugues Herbert Nicolas Mahut | 6-4, 6-4                       |
| En azul se indican los partidos nocturnos                                                             |                                |                                     |                                |
| Los partidos comienzan a las 01:00 p. m.. Los partidos nocturnos comienzan después de las 7:30 p. m.. |                                |                                     |                                |

### Día 14 (1 de febrero)
- Cabezas de serie eliminados:
  - Individual masculino:  Andy Murray [6]
  - Dobles mixto:  Kristina Mladenovic /  Daniel Nestor [3]
- Orden de juego

| Partido en canchas principales                                                                        | Partido en canchas principales      | Partido en canchas principales            | Partido en canchas principales |
| Partidos en la Rod Laver Arena                                                                        | Partidos en la Rod Laver Arena      | Partidos en la Rod Laver Arena            | Partidos en la Rod Laver Arena |
| Evento                                                                                                | Ganador                             | Perdedor                                  | Marcador                       |
| --- | ----------------------------------- | ----------------------------------------- | ------------------------------ |
| Dobles mixto - Final                                                                                  | Martina Hingis [7] Leander Paes [7] | Kristina Mladenovic [3] Daniel Nestor [3] | 6-4, 6-3                       |
| Individual masculino - Final                                                                          | Novak Djokovic [1]                  | Andy Murray [6]                           | 7–6(7–5), 6–7(4–7), 6–3, 6–0   |
| En azul se indican los partidos nocturnos                                                             |                                     |                                           |                                |
| Los partidos comienzan a las 04:00 p. m.. Los partidos nocturnos comienzan después de las 7:30 p. m.. |                                     |                                           |                                |

## Cabezas de serie
Los sembrados están conformados con base en la clasificación del 12 de enero de 2015. Las clasificaciones y los puntos son al 19 de enero del 2015. Los puntos a defender incluyen los resultados del Abierto de Australia 2014 y los torneos de la semana del 27 de enero del 2014 (Copa Davis para los varones, París y Pattaya para las mujeres).

### Individual masculino
| Sembrado | Ranking | Jugador               | Puntos | Puntos por defender | Puntos ganados | Nuevos puntos | Ronda hasta la que avanzó en el torneo               |
| -------- | ------- | --------------------- | ------ | ------------------- | -------------- | ------------- | ---------------------------------------------------- |
| 1        | 1       | Novak Djokovic        | 11 405 | 360                 | 2000           | 13 045        | Campeón, venció a Andy Murray [6]                    |
| 2        | 2       | Roger Federer         | 9875   | 720                 | 90             | 9245          | Tercera ronda, perdió ante Andreas Seppi             |
| 3        | 3       | Rafael Nadal          | 6585   | 1200                | 360            | 5745          | Cuartos de final, perdió ante Tomáš Berdych [7]      |
| 4        | 4       | Stanislas Wawrinka    | 5370   | 2000                | 720            | 4090          | Semifinales, perdió ante Novak Djokovic [1]          |
| 5        | 5       | Kei Nishikori         | 5025   | 180                 | 360            | 5205          | Cuartos de final, perdió ante Stanislas Wawrinka [4] |
| 6        | 6       | Andy Murray           | 4675   | 360                 | 1200           | 5515          | Final, perdió ante Novak Djokovic [1]                |
| 7        | 7       | Tomáš Berdych         | 4660   | 720                 | 720            | 4660          | Semifinales, perdió ante Andy Murray [6]             |
| 8        | 8       | Milos Raonic          | 4575   | 90                  | 360            | 4845          | Cuartos de final, perdió ante Novak Djokovic [1]     |
| 9        | 10      | David Ferrer          | 4145   | 360                 | 180            | 3965          | Cuarta ronda, perdió ante Kei Nishikori [5]          |
| 10       | 11      | Grigor Dimitrov       | 3645   | 360                 | 180            | 3465          | Cuarta ronda, perdió ante Andy Murray [6]            |
| 11       | 13      | Ernests Gulbis        | 2455   | 45                  | 10             | 2420          | Primera ronda, perdió ante Thanasi Kokkinakis [WC]   |
| 12       | 14      | Feliciano López       | 2130   | 90                  | 180            | 2220          | Cuarta ronda, perdió ante Milos Raonic [8]           |
| 13       | 16      | Roberto Bautista      | 2110   | 180                 | 45             | 1975          | Segunda ronda, perdió ante Gilles Müller             |
| 14       | 15      | Kevin Anderson        | 2125   | 180                 | 180            | 2125          | Cuarta ronda, perdió ante Rafael Nadal [3]           |
| 15       | 17      | Tommy Robredo         | 2015   | 180                 | 10             | 1845          | Primera ronda, retiro ante Édouard Roger-Vasselin    |
| 16       | 18      | Fabio Fognini         | 1790   | 180                 | 10             | 1540          | Primera ronda, perdió ante Alejandro González        |
| 17       | 19      | Gaël Monfils          | 1770   | 90                  | 45             | 1735          | Segunda ronda, perdió ante Jerzy Janowicz            |
| 18       | 20      | Gilles Simon          | 1730   | 90                  | 90             | 1730          | Tercera ronda, perdió ante David Ferrer [9]          |
| 19       | 21      | John Isner            | 1685   | 10                  | 90             | 1765          | Tercera ronda, perdió ante Gilles Müller             |
| 20       | 22      | David Goffin          | 1669   | (35)                | 45             | 1644          | Segunda ronda, perdió ante Marcos Baghdatis          |
| 21       | 23      | Aleksandr Dolgopólov  | 1455   | 45                  | 10             | 1420          | Primera ronda, perdió ante Paolo Lorenzi             |
| 22       | 24      | Philipp Kohlschreiber | 1415   | 0                   | 45             | 1460          | Segunda ronda, perdió ante Bernard Tomic             |
| 23       | 27      | Ivo Karlović          | 1365   | 10                  | 45             | 1400          | Segunda ronda, perdió ante Nick Kyrgios              |
| 24       | 28      | Richard Gasquet       | 1350   | 90                  | 90             | 1350          | Tercera ronda, perdió ante Kevin Anderson [14]       |
| 25       | 25      | Julien Benneteau      | 1390   | 45                  | 10             | 1355          | Primera ronda, perdió ante Benjamin Becker           |
| 26       | 26      | Leonardo Mayer        | 1389   | 45                  | 45             | 1389          | Segunda ronda, perdió ante Viktor Troicki            |
| 27       | 29      | Pablo Cuevas          | 1227   | 20                  | 10             | 1217          | Primera ronda, perdió ante Matthias Bachinger [Q]    |
| 28       | 30      | Lukáš Rosol           | 1210   | 10                  | 45             | 1245          | Segunda ronda, perdió ante Dudi Sela                 |
| 29       | 31      | Jérémy Chardy         | 1195   | 90                  | 45             | 1150          | Segunda ronda, perdió ante Andreas Seppi             |
| 30       | 32      | Santiago Giraldo      | 1175   | 10                  | 45             | 1210          | Segunda ronda, perdió ante Steve Johnson             |
| 31       | 33      | Fernando Verdasco     | 1135   | 45                  | 90             | 1180          | Tercera ronda, perdió ante Novak Djokovic [1]        |
| 32       | 34      | Martin Kližan         | 1133   | 106                 | 45             | 1072          | Segunda ronda, retiro ante João Sousa                |

#### Bajas masculinas notables
| Ranking | Jugador            | Puntos | Puntos por defender | Puntos ganados | Puntos nuevos | Motivo                    |
| ------- | ------------------ | ------ | ------------------- | -------------- | ------------- | ------------------------- |
| 9       | Marin Čilić        | 4150   | 45                  | 0              | 4105          | Lesión en el hombro       |
| 12      | Jo-Wilfried Tsonga | 2740   | 180                 | 0              | 2520          | Inflamación del antebrazo |

### Individual femenino
| Sembrada | Ranking | Jugadora                   | Puntos | Puntos por defender | Puntos ganados | Puntos nuevos | Ronda hasta la que avanzó en el torneo                 |
| -------- | ------- | -------------------------- | ------ | ------------------- | -------------- | ------------- | ------------------------------------------------------ |
| 1        | 1       | Serena Williams            | 8016   | 240                 | 2000           | 9776          | Campeona, venció a María Sharápova [2]                 |
| 2        | 2       | María Sharápova            | 7335   | 240 + 185           | 1300           | 8210          | Final, perdió ante Serena Williams [1]                 |
| 3        | 3       | Simona Halep               | 6571   | 430 + 1             | 430            | 6570          | Cuartos de final, perdió ante Yekaterina Makárova [10] |
| 4        | 4       | Petra Kvitová              | 6360   | 10                  | 130            | 6480          | Tercera ronda, perdió ante Madison Keys                |
| 5        | 5       | Ana Ivanović               | 4845   | 430                 | 10             | 4425          | Primera ronda, perdió ante Lucie Hradecka [Q]          |
| 6        | 6       | Agnieszka Radwańska        | 4810   | 780                 | 130            | 4270          | Cuarta ronda, perdió ante Venus Williams [18]          |
| 7        | 7       | Eugénie Bouchard           | 4715   | 780                 | 430            | 4365          | Cuartos de final, perdió ante María Sharápova [2]      |
| 8        | 8       | Caroline Wozniacki         | 4625   | 130                 | 70             | 4505          | Segunda ronda, perdió ante Victoria Azarenka           |
| 9        | 9       | Angelique Kerber           | 3360   | 240                 | 10             | 3130          | Primera ronda, perdió ante Irina-Camelia Begu          |
| 10       | 11      | Yekaterina Makárova        | 2970   | 240 + 225           | 780            | 3255          | Semifinales, perdió ante María Sharápova [2]           |
| 11       | 10      | Dominika Cibulková         | 3007   | 1300                | 430            | 2137          | Cuartos de final, perdió ante Serena Williams [1]      |
| 12       | 12      | Flavia Pennetta            | 2861   | 430                 | 10             | 2441          | Primera ronda, perdió ante Camila Giorgi               |
| 13       | 13      | Andrea Petković            | 2780   | 10 + 45             | 10             | 2735          | Primera ronda, perdió ante Madison Brengle             |
| 14       | 14      | Sara Errani                | 2735   | 10 + 304            | 130            | 2551          | Tercera ronda, perdió ante Yanina Wickmayer            |
| 15       | 15      | Jelena Janković            | 2590   | 240                 | 10             | 2360          | Primera ronda, perdió ante Timea Bacsinszky            |
| 16       | 16      | Lucie Šafářová             | 2545   | 130                 | 10             | 2425          | Primera ronda, perdió ante Yaroslava Shvédova          |
| 17       | 17      | Carla Suárez               | 2415   | 130                 | 10             | 2295          | Primera ronda, perdió ante Carina Witthöft             |
| 18       | 18      | Venus Williams             | 2370   | 10                  | 430            | 2790          | Cuartos de final, perdió ante Madison Keys             |
| 19       | 19      | Alizé Cornet               | 2255   | 130 + 130           | 130            | 2125          | Tercera ronda, perdió ante Dominika Cibulková [11]     |
| 20       | 21      | Samantha Stosur            | 1895   | 130                 | 70             | 1835          | Segunda ronda, perdió ante Coco Vandeweghe             |
| 21       | 22      | Peng Shuai                 | 1880   | 10 + 30             | 240            | 2080          | Cuarta ronda, perdió ante María Sharápova [2]          |
| 22       | 20      | Karolína Plíšková          | 2075   | 70 + 120            | 130            | 2015          | Tercera ronda, perdió ante Yekaterina Makárova [10]    |
| 23       | 25      | Anastasia Pavliuchénkova   | 1820   | 130 + 469           | 10             | 1231          | Primera ronda, perdió ante Yanina Wickmayer            |
| 24       | 24      | Garbiñe Muguruza           | 1845   | 240                 | 240            | 1845          | Cuarta ronda, perdió ante Serena Williams [1]          |
| 25       | 23      | Barbora Záhlavová-Strýcová | 1870   | 70                  | 130            | 1930          | Tercera ronda, perdió ante Victoria Azarenka           |
| 26       | 26      | Elina Svitolina            | 1780   | 130 + 40            | 130            | 1740          | Tercera ronda, perdió ante Serena Williams [1]         |
| 27       | 27      | Svetlana Kuznetsova        | 1730   | 10 + 29             | 10             | 1701          | Primera ronda, perdió ante Caroline Garcia             |
| 28       | 28      | Sabine Lisicki             | 1681   | 70 + 29             | 10             | 1592          | Primera ronda, perdió ante Kristina Mladenovic         |
| 29       | 29      | Casey Dellacqua            | 1542   | 240                 | 70             | 1372          | Segunda ronda, perdió ante Madison Keys                |
| 30       | 30      | Varvara Lepchenko          | 1480   | 70                  | 130            | 1540          | Tercera ronda, perdió ante Agnieszka Radwańska [6]     |
| 31       | 31      | Zarina Dias                | 1460   | 170                 | 130            | 1420          | Tercera ronda, perdió ante María Sharápova [2]         |
| 32       | 34      | Belinda Bencic             | 1391   | 110 + 11            | 10             | 1280          | Primera ronda, perdió ante Julia Gorges                |

## Sembrados en dobles
| Pareja               | Pareja                 | Rank1 | Sembra |
| -------------------- | ---------------------- | ----- | ------ |
| Bob Bryan            | Mike Bryan             | 2     | 1      |
| Julien Benneteau     | Édouard Roger-Vasselin | 11    | 2      |
| Marcel Granollers    | Marc López             | 17    | 3      |
| Ivan Dodig           | Marcelo Melo           | 19    | 4      |
| Alexander Peya       | Bruno Soares           | 20    | 5      |
| Jean-Julien Rojer    | Horia Tecau            | 32    | 6      |
| Rohan Bopanna        | Daniel Nestor          | 34    | 7      |
| Aisam-ul-Haq Qureshi | Nenad Zimonjić         | 40    | 8      |
| Robert Lindstedt     | Marcin Matkowski       | 40    | 9      |
| Raven Klaasen        | Leander Paes           | 44    | 10     |
| Juan Sebastián Cabal | Robert Farah           | 45    | 11     |
| Eric Butorac         | Samuel Groth           | 51    | 12     |
| Julian Knowle        | Vasek Pospisil         | 56    | 13     |
| Dominic Inglot       | Florin Mergea          | 73    | 14     |
| Marin Draganja       | Henri Kontinen         | 74    | 15     |
| Jamie Murray         | John Peers             | 77    | 16     |

| Pareja              | Pareja                     | Rank1 | Sembra |
| ------------------- | -------------------------- | ----- | ------ |
| Sara Errani         | Roberta Vinci              | 2     | 1      |
| Su-Wei Hsieh        | Sania Mirza                | 11    | 2      |
| Yekaterina Makárova | Yelena Vesniná             | 14    | 3      |
| Martina Hingis      | Flavia Pennetta            | 23    | 4      |
| Raquel Kops-Jones   | Abigail Spears             | 24    | 5      |
| Garbiñe Muguruza    | Carla Suárez               | 33    | 6      |
| Caroline Garcia     | Katarina Srebotnik         | 35    | 7      |
| Chan Hao-ching      | Květa Peschke              | 37    | 8      |
| Andrea Hlavackova   | Lucie Hradecka             | 38    | 9      |
| Tímea Babos         | Kristina Mladenovic        | 39    | 10     |
| Anabel Medina       | Yaroslava Shvédova         | 47    | 11     |
| Ala Kudriávtseva    | Anastasia Pavliuchénkova   | 49    | 12     |
| Michaella Krajicek  | Barbora Záhlavová-Strýcová | 61    | 13     |
| Chan Yung-jan       | Zheng Jie                  | 63    | 14     |
| Kimiko Date-Krumm   | Casey Dellacqua            | 63    | 15     |
| Julia Gorges        | Anna-Lena Grönefeld        | 72    | 16     |

### Dobles mixtos
| Pareja              | Pareja               | Ranking1 | Sembrados |
| ------------------- | -------------------- | -------- | --------- |
| Sania Mirza         | Bruno Soares         | 16       | 1         |
| Katarina Srebotnik  | Marcelo Melo         | 18       | 2         |
| Kristina Mladenovic | Daniel Nestor        | 22       | 3         |
| Andrea Hlavackova   | Alexander Peya       | 25       | 4         |
| Cara Black          | Juan Sebastián Cabal | 26       | 5         |
| Yaroslava Shvédova  | Nenad Zimonjić       | 28       | 6         |
| Martina Hingis      | Leander Paes         | 34       | 7         |
| Květa Peschke       | Marcin Matkowski     | 37       | 8         |

- 1 Ranking al 12 de enero del 2015.

## Campeones defensores
| Modalidad                   | Campeón 2014                            | Campeón 2015                            |
| Individual masculino        | Stanislas Wawrinka                      | Novak Djokovic                          |
| Individual femenino         | Li Na                                   | Serena Williams                         |
| Dobles masculino            | Łukasz Kubot Robert Lindstedt           | Simone Bolelli Fabio Fognini            |
| Dobles femenino             | Sara Errani Roberta Vinci               | Bethanie Mattek-Sands Lucie Šafářová    |
| Dobles mixto                | Kristina Mladenovic Daniel Nestor       | Martina Hingis Leander Paes             |
| Individual júnior masculino | Alexander Zverev                        | Roman Safiullin                         |
| Individual júnior femenino  | Yelizaveta Kulichkova                   | Tereza Mihalíková                       |
| Dobles júnior masculino     | Lucas Meidler Bradley Mousley           | Jake Delaney Marc Polmans               |
| Dobles júnior femenino      | Anhelina Kalinina Yelizaveta Kulichkova | Miriam Kolodziejová Markéta Vondroušová |

## Invitados
Como parte de un acuerdo entre Tennis Australia, la United States Tennis Association (USTA) y la Federación Francesa de Tenis (FFT), un hombre y una mujer de Estados Unidos y Francia recibieron una invitación para participar en los eventos individuales del Abierto de Australia. Denis Kudla e Irina Falconi fueron los invitados estadounidenses gracias a la posición que alcanzaron en el Pro Circuit's Australian Open Wild Card Challenge 2014 de la USTA. Lucas Pouille y Océane Dodin fueron los invitados franceses elegidos en una selección interna de la FFT.
Cuatro invitaciones más fueron entregadas en el Asia-Pacific Australian Open Wildcard Playoff, en las categorías individual y dobles masculinas y femeninas. Tennis Australia organizó su propia competición, en la que Jordan Thompson, Daria Gavrilova y el equipo mixto conformado por Samuel Thompson y Masa Jovanovic recibieron invitaciones para el Abierto.
El resto de los lugares por invitación fueron llenados por medio de una selección interna.
| - Denis Kudla - Lucas Pouille - Jordan Thompson - Ze Zhang - James Duckworth - Thanasi Kokkinakis - John Millman - Luke Saville | - Chang Kai-chen - Océane Dodin - Irina Falconi - Daria Gavrilova - Arina Rodionova - Olivia Rogowska - Storm Sanders - Duan Yingying |

| - Hsin-Han Lee / Ze Zhang - Alex Bolt / Andrew Whittington - James Duckworth / Luke Saville - Matthew Ebden / Matt Reid - Omar Jasika / John-Patrick Smith - Thanasi Kokkinakis / Nick Kyrgios - John Millman / Benjamin Mitchell | - Yang Zhaoxuan / Ye Qiuyu - Monique Adamczak / Olivia Rogowska - Naiktha Bains / Sara Tomic - Kimberly Birrell / Priscilla Hon - Daria Gavrilova / Storm Sanders - Maddison Inglis / Alexandra Nancarrow - Jessica Moore / Abbie Myers |

### Dobles mixto
- Masa Jovanovic /  Samuel Thompson
- Chang Kai-chen /  Ze Zhang
- Casey Dellacqua /  John Peers
- Jarmila Gajdošová /  Mahesh Bhupathi
- Daria Gavrilova /  Luke Saville
- Andreja Klepač /  Chris Guccione
- Arina Rodionova /  Maksim Mirni

## Clasificados
La competición clasificatoria tuvo lugar en el Melbourne Park del 14 al 17 de enero de 2015.
| 1. Tim Puetz 2. Jürgen Melzer 3. Elias Ymer 4. Tim Smyczek 5. Matthias Bachinger 6. Jan Hernych 7. Aljaž Bedene 8. Jimmy Wang 9. Michael Russell 10. Ruben Bemelmans 11. Marius Copil 12. Kyle Edmund 13. Aleksandr Kudriávtsev 14. Iliá Marchenko 15. Yuki Bhambri 16. Laurent Lokoli | 1. Denisa Allertová 2. Stephanie Foretz Gacon 3. Renata Voráčová 4. Tatjana María 5. Alexandra Panova 6. Lucie Hradecka 7. Ons Jabeur 8. Urszula Radwańska 9. Richèl Hogenkamp 10. Yevguenia Ródina 11. Anna Tatishvili 12. Petra Martić |

## Campeones

### Sénior

#### Individual masculino
Novak Djokovic venció a  Andy Murray por 7-6(5), 6-7(4), 6-3, 6-0

#### Individual femenino
Serena Williams venció a  María Sharápova por 6-3, 7-6(5)

#### Dobles masculino
Simone Bolelli /  Fabio Fognini vencieron a  Pierre-Hugues Herbert /  Nicolas Mahut por 6-4, 6-4

#### Dobles femenino
Bethanie Mattek-Sands  /  Lucie Šafářová vencieron a  Yung-Jan Chan /  Jie Zheng por 6-4, 7-6(5)

#### Dobles mixto
Martina Hingis /  Leander Paes vencieron a  Kristina Mladenovic /  Daniel Nestor por 6-4, 6-3

### Júnior

#### Individual masculino
Roman Safiullin venció a  Hong Seong-chan por 7-5, 7-6(2)

#### Individual femenino
Tereza Mihalíková venció a  Katie Swan por 6-1, 6-4

#### Dobles masculino
Jake Delaney /  Marc Polmans vencieron a  Hubert Hurkacz /  Alex Molčan por 0-6, 6-2, [10-8]

#### Dobles femenino
Miriam Kolodziejová /  Markéta Vondroušová vencieron a  Katharina Hobgarski /  Greet Minnen por 7-5, 6-4

### Silla de ruedas

#### Individual masculino
Shingo Kunieda venció a  Stéphane Houdet por 6–2, 6–2

#### Individual femenino
Jiske Griffioen venció a  Yui Kamiji por 6–3, 7–5

#### Individual (Quad)
Dylan Alcottvenció a  David Wagner por 6–2, 6–3

#### Dobles masculino
Stéphane Houdet /  Shingo Kunieda vencieron a  Gustavo Fernández /  Gordon Reid por 6–2, 6–1

#### Dobles femenino
Yui Kamiji /  Jordanne Whiley vencieron a  Jiske Griffioen /  Aniek van Koot por 4–6, 6–4, 7–5

#### Dobles (Quad)
Andrew Lapthorne /  David Wagner vencieron a  Dylan Alcott /  Lucas Sithole por 6–0, 3–6, 6–2